# 송학서원
송학서원(松鶴書院)은 대한민국 경상북도 청송군 안덕면에 있다. 2009년 9월 1일 청송군의 문화유산 제3호로 지정되었다.

## 개요
숙종28년(1702년) 퇴계 이황, 학봉 김성일, 여헌 장현광의 위패를 봉안하여 건립 후 1868년 훼철된 후 1996년 복원하였다.